# Otacílio Ferreira de Lacerda

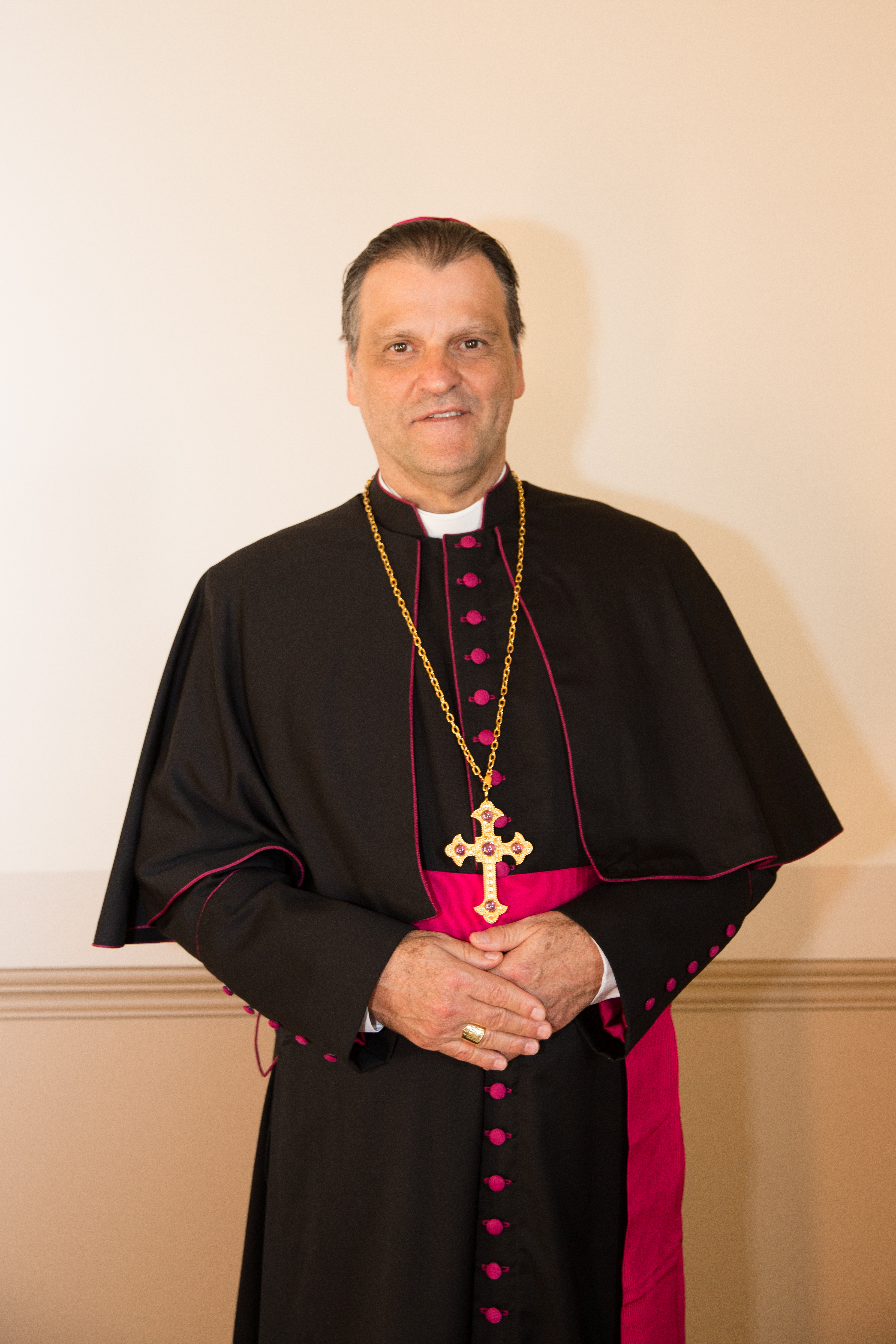
Bischof Otacílio Ferreira de Lacerda (2017)

Bischofswappen von Otacílio Ferreira de Lacerda

Otacilio Francisco Ferreira de Lacerda (* 17. November 1960 in Itapiruçu, Minas Gerais, Brasilien) ist ein brasilianischer Geistlicher und römisch-katholischer Bischof von Guanhães.

## Leben
Otacílio Ferreira de Lacerda empfing am 10. April 1988 das Sakrament der Priesterweihe für das Bistum Guarulhos.
Am 21. Dezember 2016 ernannte ihn Papst Franziskus zum Titularbischof von Tulana und zum Weihbischof in Belo Horizonte. Der Erzbischof von Belo Horizonte, Walmor Oliveira de Azevedo, spendete ihm am 18. März des folgenden Jahres die Bischofsweihe. Mitkonsekratoren waren der Bischof von Guarulhos, Edmilson Amador Caetano OCist, und der emeritierte Bischof von Campo Limpo, Emílio Pignoli.
Am 19. Juni 2019 ernannte ihn Franziskus zum Bischof von Guanhães. Die Amtseinführung fand am 14. September desselben Jahres statt.